# Río Moletta
El Moletta es un río de Italia que sirvió de referencia para establecer una línea táctica por parte de los aliados en la Segunda Guerra Mundial como parte de la estrategia para retomar la ciudad de Roma. Esta línea - la del río Moletta - resultó del repliegue del ejército británico a comienzos de febrero de 1944 como consecuencia de la ofensiva alemana después del desembarco de Anzio.
- Datos: Q6115429